# Hymenophyllum latifrons
Hymenophyllum latifrons är en hinnbräkenväxtart som beskrevs av V. d. Bosch. Hymenophyllum latifrons ingår i släktet Hymenophyllum och familjen Hymenophyllaceae. Inga underarter finns listade.